# ترید می
ترید می (انگلیسی: Trade Me) شرکت فناوری اطلاعات نیوزیلندی است، که در سال ۱۹۹۹ تأسیس شد.